# Cloverfield (franquicia)
Cloverfield es una serie antológica de películas de terror y ciencia ficción dónde también pertenece Operación Overlord y una franquicia de medios creada y producida por J. J. Abrams, la cual consta de tres películas, y sitios web de marketing viral que unen las películas y un manga vinculado a la primera película titulado Cloverfield/Kishin (2008). Cloverfield es una película de terror sobre monstruos en formato de metraje encontrado, publicada el 18 de enero de 2008, que fue bien recibida por la crítica. 10 Cloverfield Lane, una secuela espiritual de la primera película, es una película de terror psicológico y suspense que se lanzó el 11 de marzo de 2016 y, al igual que su predecesora, recibió críticas positivas de parte de los críticos. 
En marzo de 2016, Abrams habló acerca de haber tenido una idea de lo que podrían hacer a continuación con la franquicia Cloververse, y que si tienen la oportunidad de hacerlo, "Podría ser realmente genial que conecte algunas historias". Trachtenberg dijo que considera que las ideas de hacer una continuación directa de 10 Cloverfield Lane u otra película independiente de Cloverfield son igualmente válidas. Finalmente The Cloverfield Paradox, una película de terror de ciencia ficción, fue lanzada por Netflix el 4 de febrero de 2018.

## Películas

### Cloverfield
La primera película de la serie, lanzada en 2008 Abrams y Bryan Burk, y escrita por Drew Goddard. Antes de decidirse por un título oficial, la película se comercializó como 18/01/08. La película, que se presenta como material de archivo encontrado con una cámara de vídeo casera, sigue a seis personas que huyen de un monstruo gigante que ataca a la ciudad de Nueva York mientras tienen una fiesta de despedida. La película fue bien recibida por los críticos y recaudó más de US$170 millones en taquilla contra un presupuesto de US25 millones.

### 10 Cloverfield Lane
La segunda película, lanzada en 2016, es una película de suspense psicológico dirigida por Dan Trachtenberg, producida por Abrams y Lindsey Weber, y escrita por Josh Campbell, Matt Stuecken y Damien Chazelle. La película fue desarrollada a partir de un guion titulado The Cellar, pero bajo la producción de Bad Robot fue finalmente adaptada para ser ambientada en el mismo universo que la primera película de Cloverfield, estableciendo así las bases para una franquicia. La película sigue a una joven que se encuentra en un búnker subterráneo con dos hombres que insisten en que un evento hostil ha dejado la superficie de la Tierra inhabitable. La película presenta la verdad cuestionable de tales declaraciones hechas por el propietario del búnker. La película se presenta en una narración típica en tercera persona, en contraste con el estilo de metraje encontrado de su predecesor. La respuesta crítica fue en gran medida positiva, y la película recaudó más de US$110 millones contra un presupuesto de US$15 millones.

### The Cloverfield Paradox
La tercera es una película de terror y ciencia ficción, dirigida por Julius Onah y escrita por Oren Uziel y Doug Jung. Transcurre antes, durante y después de los hechos mostrados en la original Cloverfield, siendo éste un mundo paralelo. La película sigue a un equipo de astronautas en el año 2028, los cuales a bordo de una nave espacial prueban en el espacio un gigantesco acelerador de partículas que podría solucionar la crisis energética que atraviesa el planeta Tierra. El problema es que, según algunos teóricos, el experimento podría desgarrar el tejido del espacio tiempo y hacer que distintas realidades colisionen. Finalmente, cuando prueban la máquina, eso es lo que sucede, enviándola  a otra realidad y abriendo un portal que en el espacio-tiempo que permite que bestias  de otras dimensiones lleguen a la  tierra, desatando problemas no solo en el presente, si no también en el futuro y en el pasado, a lo largo de varias Tierras de otras dimensiones, lo que explicaría los diferentes argumentos de las otras películas de la saga. El 28 de diciembre de 2016, Paramount Pictures eliminó el título de God Particle, el cual encabezaba el guion original sobre el que se haría esta película, y en su lugar se reescribió la historia para incluirla dentro del universo de las películas de Cloverfield. El título de la película fue reportado en enero de 2018 como Cloverfield Station. El 4 de febrero de 2018, durante el Super Bowl LII, se mostró un tráiler que anunciaba el título final de la película, The Cloverfield Paradox, y el lanzamiento sorpresa de la misma en Netflix justo después del fin del juego.

### Cloverfield 4
El 25 de abril de 2018, J.J. Abrams, propietario de Bad Robot Productions, ha confirmado en la CinemaCon 2018 que Overlord no será la cuarta instalación de la saga Cloverfield, pero también añadió que "estamos produciendo una verdadera secuela de Cloverfield" la cual saldrá en cines, sin fecha de salida establecida por el momento.

## Manga
Cloverfield/Kishin (クローバーフィールド/KISHIN Kurōbāfīrudo/KISHIN) es un manga y spin-off de la primera película. Se publicó una vez al mes en el sitio web de Kadokawa Shoten y consta de cuatro capítulos de enero a mayo de 2008.

| Título             | Fecha de publicación | Escritor(es)                                  | Ilustrador(es) | Notas                                                      | Ref. |
| ------------------ | -------------------- | --------------------------------------------- | -------------- | ---------------------------------------------------------- | ---- |
| Cloverfield/Kishin | Enero a mayo de 2008 | David Baronoff, Matthew Pitt, Nicole Phillips | Yoshiki Togawa | Manga precuela/secuela de la primera película, Cloverfield |      |

## Reparto y personajes
| Personajes                         | Películas                                           | Películas                                          | Películas                                          | Películas                                          | Manga                                              | Publicidad ARG                                      | Publicidad ARG      | Publicidad ARG          |
| Personajes                         | Cloverfield                                         | 10 Cloverfield Lane                                | The Cloverfield Paradox                            | The Cloverfield Paradox                            | Cloverfield/Kishin                                 | Cloverfield                                         | 10 Cloverfield Lane | The Cloverfield Paradox |
| Personajes                         | 2008                                                | 2016                                               | 2018                                               | 2018                                               | 2008                                               | 2008                                                | 2016                | 2018                    |
| ---------------------------------- | --------------------------------------------------- | -------------------------------------------------- | -------------------------------------------------- | -------------------------------------------------- | -------------------------------------------------- | --------------------------------------------------- | ------------------- | ----------------------- |
| Cloverfield Agresor de Gran Tamaño | Aparece                                             |                                                    | Aparece                                            | Aparece                                            | Aparece                                            | Aparece                                             |                     | Aparece                 |
| Cloverfield Agresor de Gran Tamaño | Concebido por J. J. AbramsDiseñado por Neville Page | Concebido por J. J. AbramsDesigned by Neville Page | Concebido por J. J. AbramsDesigned by Neville Page | Concebido por J. J. AbramsDesigned by Neville Page | Concebido por J. J. AbramsDesigned by Neville Page | Concebido por J. J. AbramsDiseñado por Neville Page |                     |                         |
| Rob Hawkins                        | Michael Stahl-David                                 |                                                    |                                                    |                                                    |                                                    | Michael Stahl-David                                 |                     |                         |
| Beth McIntyre                      | Odette Annable                                      |                                                    |                                                    |                                                    |                                                    | Odette Annable                                      |                     |                         |
| Hud Platt                          | T.J. Miller                                         |                                                    |                                                    |                                                    |                                                    | T.J. Miller                                         |                     |                         |
| Marlena Diamond                    | Lizzy Caplan                                        |                                                    |                                                    |                                                    |                                                    | Lizzy Caplan                                        |                     |                         |
| Lily Ford                          | Jessica Lucas                                       |                                                    |                                                    |                                                    |                                                    | Jessica Lucas                                       |                     |                         |
| Jason "Hawk" Hawkins               | Mike Vogel                                          |                                                    |                                                    |                                                    |                                                    | Mike Vogel                                          |                     |                         |
| Jamie Lascano                      | Jamie Harlan                                        |                                                    |                                                    |                                                    |                                                    | Jamie Harlan                                        |                     |                         |
| Howard Stambler Radioman70         |                                                     | John Goodman                                       |                                                    |                                                    |                                                    |                                                     | John Goodman        |                         |
| Michelle                           |                                                     | Mary Elizabeth Winstead                            |                                                    |                                                    |                                                    |                                                     |                     |                         |
| Emmett DeWitt                      |                                                     | John Gallagher Jr.                                 |                                                    |                                                    |                                                    |                                                     |                     |                         |
| Leslie Newscaster                  |                                                     | Suzanne Cryer                                      | Suzanne Cryer                                      |                                                    |                                                    |                                                     |                     |                         |
| Ben                                |                                                     | Bradley Cooper                                     |                                                    |                                                    |                                                    |                                                     |                     |                         |
| Kiel                               |                                                     |                                                    | David Oyelowo                                      |                                                    |                                                    |                                                     |                     | David Oyelowo           |
| Mark Stambler                      |                                                     |                                                    | Donal Logue                                        |                                                    |                                                    |                                                     |                     | Donal Logue             |
| Ava Hamilton                       |                                                     |                                                    | Gugu Mbatha-Raw                                    |                                                    |                                                    |                                                     |                     |                         |
| Ernst Schmidt                      |                                                     |                                                    | Daniel Brühl                                       |                                                    |                                                    |                                                     |                     |                         |
| Monk Acosta                        |                                                     |                                                    | John Ortiz                                         |                                                    |                                                    |                                                     |                     |                         |
| Mundy                              |                                                     |                                                    | Chris O'Dowd                                       |                                                    |                                                    |                                                     |                     |                         |
| Volkov                             |                                                     |                                                    | Aksel Hennie                                       |                                                    |                                                    |                                                     |                     |                         |
| Tam                                |                                                     |                                                    | Zhang Ziyi                                         |                                                    |                                                    |                                                     |                     |                         |
| Mina Jensen                        |                                                     |                                                    | Elizabeth Debicki                                  |                                                    |                                                    |                                                     |                     |                         |
| Michael                            |                                                     |                                                    | Roger Davies                                       |                                                    |                                                    |                                                     |                     |                         |
| Molly                              |                                                     |                                                    | Clover Nee                                         |                                                    |                                                    |                                                     |                     |                         |

## Recepción
| Película                | Rotten Tomatoes   | Rotten Tomatoes      | Rotten Tomatoes     | Metacritic      | CinemaScore | IMDb                | FilmAffinity       |
| Película                | Críticas          | Críticos importantes | Audiencia           | Metacritic      | CinemaScore | IMDb                | FilmAffinity       |
| ----------------------- | ----------------- | -------------------- | ------------------- | --------------- | ----------- | ------------------- | ------------------ |
| Cloverfield             | 78% (215 reseñas) | 70% (50 reseñas)     | 68% (420 163 votos) | 64 (37 reseñas) | C           | 7.0 (411 000 votos) | 5.7 (36 817 votos) |
| 10 Cloverfield Lane     | 90% (316 reseñas) | 92% (71 reseñas)     | 79% (59 981 votos)  | 76 (43 reseñas) | B-          | 7.2 (342 000 votos) | 6.4 (30 472 votos) |
| The Cloverfield Paradox | 22% (158 reseñas) | 0% (28 reseñas)      | 42% (7 814 votos)   | 37 (27 reseñas) | -           | 5.5 (109 000 votos) | 4.8 (10 076 votos) |
| Promedio                | 63%               | 54%                  | 63%                 | 59              | C+          | 6.6                 | 5.6                |